# تشلوژنیتسه
تشلوژنیتسه (به چکی: Čeložnice) یک منطقهٔ مسکونی در جمهوری چک است که در ناحیه هودونین واقع شده‌است. تشلوژنیتسه ۶٫۳۱ کیلومتر مربع مساحت و ۳۹۲ نفر جمعیت دارد و ۲۸۰ متر بالاتر از سطح دریا واقع شده‌است.